# Certima planaria
Certima planaria är en fjärilsart som beskrevs av William Schaus 1911. Certima planaria ingår i släktet Certima och familjen mätare. Inga underarter finns listade i Catalogue of Life.